# Christoph Butterwegge
Christoph Butterwegge (26 de enero de 1951 en Albersloh, Renania del Norte-Westfalia, Alemania) es un politólogo, escritor y profesor alemán. Desde el 1 de enero de 1998 es profesor de Ciencias Políticas de la universidad de Colonia y desde el 1 de abril de 2011 es director gerente del Instituto para Estudios Comparativos de Educación y Ciencias Sociales (en alemán: Institut für Vergleichende Bildungsforschung und Sozialwissenschaften) de la Universidad de Colonia. Es especialista en la investigación de la pobreza.
Butterwegge fue el candidato del partido Die Linke en la elección presidencial de Alemania de 2017, obteniendo el segundo lugar, tras Frank-Walter Steinmeier.

## Obra
Lista de los libros que ha escrito a partir de 1990. Tres ejemplos:
- Armut im Alter. Probleme und Perspektiven der sozialen Sicherung. (Pobreza en la vejez. Problemas y perspectivas de la seguridad social.) 2012, ISBN 978-3-593-39752-8.
- Armut in einem reichen Land. Wie das Problem verharmlost und verdrängt wird. (Pobreza en un país rico. Como el problema es trivializado y reprimido.) 3ª edición 2012. ISBN 978-3-593-39605-7.
- Krise und Zukunft des Sozialstaates (Crisis y futuro del estado social.) 4ª edición 2012. ISBN 978-3-531-15851-8.